# Орауши
Ора́уши (чув. Уравăш) — село в Вурнарском муниципальном округе Чувашской Республики России. До преобразования Вурнарского района в муниципальный округ в 2022 году входило в состав Хирпосинского сельского поселения. На окраине села находится географический центр Чувашии.

## География
Село находится в центральной части Чувашии, в пределах Чувашского плато, в зоне хвойно-широколиственных лесов, примерно в 4 км к востоку-северо-востоку от посёлка городского типа Вурнары, административного центра района. Абсолютная высота — 151 метр над уровнем моря. Расстояние до столицы республики — города Чебоксары — 103 км, до районного центра — 12 км, до железнодорожной станции 12 км.
Климат
Климат характеризуется как умеренно континентальный, с умеренно холодной снежной зимой и тёплым летом. Среднегодовая температура воздуха — 3 °С. Средняя температура воздуха самого тёплого месяца (июля) — 18,3 °C (абсолютный максимум — 37 °C); самого холодного (января) — −12,9 °C (абсолютный минимум — −42 °C). Безморозный период длится 143 дня. Продолжительность периода активной вегетации растений (средняя температура воздуха выше 10 °C) составляет 132—137 дней. Среднегодовое количество атмосферных осадков составляет 552 мм, из которых большая часть выпадает в тёплый период. Снежный покров держится около 147 дней.
Часовой пояс
Село Орауши, как и вся Чувашия, находится в часовой зоне МСК (московское время). Смещение применяемого времени относительно UTC составляет +3:00.

## История
Жители до 1724 года — ясачные люди, до 1866 года — государственные крестьяне; занимались земледелием, животноводством, сапожно-башмачным, портняжным, кузнечным промыслами, плотничеством, бакалейной торговлей. В 1-й половине XVIII века действовала стекольная и хрустальная фабрика купца Ф. Н. Толмачёва. 19 октября 1882 открыта школа Братства святителя Гурия, в 1894 году — одноклассная женская церковно-приходская школа, в 1897 году — школа грамоты и фельдшерско-акушерский пункт (с 1903 года преобразован в больницу), в 1898 году — земская школа. В конце XIX века функционировали 2 водяные мельницы. 

В 1931 году образован колхоз «1 Мая».
Религия
В 1897—1930 годах в селе функционировал храм Святого Николая Чудотворца: деревянный, тёплый, однопрестольный, построен на средства прихожан и потомственной почётной гражданки Е. В. Вараксиной.

## Население
| 2010 | 2012 |
| ---- | ---- |
| 527  | ↗641 |

Число дворов и жителей: в 1719 году — 42 двора, 119 мужчин; в 1746 году — 116 мужчин; в 1795 — 52 двора, 148 мужчин, 100 женщин; в 1858—338 мужчин, 339 женщин; в 1897—517 мужчин, 555 женщин; в 1926—321 двор, 660 мужчин, 774 женщины; в 1939—336 мужчин, 466 женщин; в 1979—373 мужчины, 454 женщины; в 2002—255 дворов, 632 человека: 314 мужчин, 318 женщин; в 2010—192 частных домохозяйства, 527 человек: 265 мужчин, 262 женщины.
Национальный состав
Согласно результатам переписи 2002 года, в национальной структуре населения чуваши составляли 99 % из 632 чел.

## Памятники и памятные места
- Обелиск воинам-землякам, погибшим в Великой Отечественной войне 1941—1945 гг. (ул. Первомайская, на территории сельского Дома культуры)[11].
- Памятный знак на месте географического центра Чувашской Республики[12].